# Garab Dorje
Garab Dorje (tibetansk: དགའ་རབ་རྡོ་རྗེ་ , tib. wylie: dga’ rab rdo rje, født 716 f.Kr.) er en buddhistisk mester fra det nu hedengangne land Oddiyana Swat (Pakistan), var den første lærer i menneskeskikkelse (Skt. vidjadhara) i dzogchen-traditionen. Nyingma-traditioner anfører at forud for Garab Dorje fandtes Dzogchenlæren udelukkende i himmelske riger og i Buddhas "rene land".
Garab Dorje har i sit såkaldte ”sidste testamente” udtrykt quintessensen i Dzogchen i tre berømte læresætninger (bud), ”som slår hovedet på sømmet og med tre slag slår sømmet i bund”. Garab Dorjes tre bud danner baggrunden for de tre niveauer af transmissioner i de tre serier eller kategorier:
```
   Genkend din egen natur.
   Erfar, at de tre kayaer er ét.
   Mestr vedvarende denne (selv)befrielse.
```